# Lalo
Lalo – miasto w południowym Beninie, w departamencie Kouffo. Położone jest około 80 km na północny zachód od stolicy kraju, Porto-Novo. W spisie ludności z 11 maja 2013 roku liczyło 13 451 mieszkańców.